# Mitei mayek

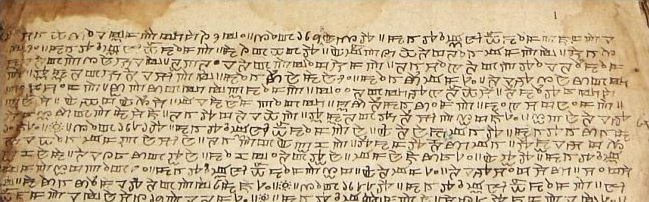
Manuskript på mitei mayek.

Mitei mayek (ꯃꯤꯇꯩ ꯃꯌꯦꯛ , även stavat meetei, meitei eller meithei) är ett skriftsystem som användes för att skriva meitei, ett av de officiella språken i den Indiska delstaten Manipur, fram till 1700-talet. 1729 konverterade Manipurrikets härskare Pamheiba till hinduismen, de flesta gamla texter brändes och mitei mayek ersattes av det bengaliska skriftsystemet. Endast ett fåtal inskriptioner och manuskript har överlevt. Skriftsystemet har återuppstått i en moderniserad form under 1900-talet. Det standardiserades 1976 och började läras ut i skolor på 1980-talet.

## Beskrivning
Mitei mayek är en abugida vilket innebär att varje bokstav (med några undantag) representerar en konsonant plus en efterföljande grundvokal [ə]. Vokalen kan därefter ändras eller avlägsnas med hjälp av olika diakritiska tecken. Mitei mayek har dock även en serie speciella bokstäver kallade lonsum som används för att skriva stavelsefinala konsonanter. För initiala vokaler finns det separata bokstäver för u, i och a (samt historiskt även för e och o). Övriga skrivs genom att bokstaven för a kombineras med en vokaldiakrit.
Eftersom meithei inte har några tonande konsonanter så behövs endast femton konsonantbokstäver för inhemska ord. Ytterligare nio konsonanter används för att skriva lånord från indoariska språk.
Den ursprungliga formen av mitei mayek som återfinns i äldre inskriptioner och manuskript använde totalt 35 bokstäver. Då skriften återuppväcktes på 1900-talet reducerades antalet till 27. Detta har lett till att tecknen har delats upp i två block i Unicode: ett för de som används modernt och ett för de historiska.
En unik detalj med mitei mayek är att varje bokstav är döpt efter en kroppsdel.
En annan ovanlig detalj är att bokstäverna inte sorteras i klassisk brāhmī-ordning. Istället placeras de bokstäver som används för meithei först och följs därefter av de bokstäver som används för lånord.
Det är möjligt att förkorta vissa ord genom att kombiera flera vokaldiakriter med samma grundbokstav. ꯄꯦꯄꯨꯄꯥ pepupā 'bärandet av ett paraply' kan även skrivas ꯄꯦꯨꯥ.
Liksom många andra skriftsystem som bygger på brāhmī så kunde konsonantkluster tidigare skrivas med hjälp av ligaturer. I modern mitei mayek används istället diakriten apun iyek som består av ett horisontellt streck som skrivs under de konsonanter som ingår i klustret.
Eftersom meithei är ett tonspråk med två toner så finns det även ett diakritiskt tecken (lum iyek) i form av en punkt för att markera fallande ton. Stavelser utan markering uttalas med rak ton.

### Grundbokstäver(iyek ipi)
| Tecken | Namn | Namn          | Namn    | Namn      | Uttal         | Uttal |
| Tecken |      | Transkription | IPA     | Betydelse | Transkription | IPA   |
| ------ | ---- | ------------- | ------- | --------- | ------------- | ----- |
| ꯀ      | ꯀꯣꯛ   | kok           | [kɔk]   | huvud     | ka            | [kə]  |
| ꯁ      | ꯁꯝ   | sam           | [sam]   | hår       | sa            | [sə]  |
| ꯂ      | ꯂꯥꯢ   | lāi           | [lai]   | panna     | la            | [lə]  |
| ꯃ      | ꯃꯤꯠ   | mit           | [mit]   | öga       | ma            | [mə]  |
| ꯄ      | ꯄ    | pa            | [pa]    | ögonfrans | pa            | [pə]  |
| ꯅ      | ꯅ    | na            | [na]    | öra       | na            | [nə]  |
| ꯆ      | ꯆꯤꯜ   | cil           | [cil]   | läpp      | ca            | [cə]  |
| ꯇ      | ꯇꯤꯜ   | til           | [til]   | saliv     | ta            | [tə]  |
| ꯈ      | ꯈꯧ    | khou          | [kʰəu]  | strupe    | kha           | [kʰə] |
| ꯉ      | ꯉꯧ    | ṅou           | [ŋəu]   | svalg     | ṅa            | [ŋə]  |
| ꯊ      | ꯊꯧ    | thou          | [tʰəu]  | bröstkorg | tha           | [tʰə] |
| ꯋ      | ꯋꯥꯢ   | wāi           | [wai]   | navel     | wa            | [wə]  |
| ꯌ      | ꯌꯪ    | yaṁ           | [jaŋ]   | ryggrad   | ya            | [jə]  |
| ꯍ      | ꯍꯨꯛ   | huk           | [huk]   | ländrygg  | ha            | [hə]  |
| ꯎ      | ꯎꯟ   | un            | [un]    | skinn     | u             | [u]   |
| ꯏ      | ꯏ    | i             | [i]     | blod      | i             | [i]   |
| ꯐ      | ꯐꯝ   | pham          | [pʰəm]  | moderkaka | pha           | [pʰə] |
| ꯑ      | ꯑꯇꯤꯌ  | atiya         | [ətija] | himmel    | a             | [ə]   |
| ꯒ      | ꯒꯣꯛ   | gok           | [gɔk]   | –         | ga            | [gə]  |
| ꯓ      | ꯓꯝ   | jham          | [ɟʰam]  | –         | jha           | [ɟʱə] |
| ꯔ      | ꯔꯥꯢ   | rāi           | [ɹai]   | –         | ra            | [ɹə]  |
| ꯕ      | ꯕ    | ba            | [ba]    | –         | ba            | [bə]  |
| ꯖ      | ꯖꯤꯜ   | jil           | [ɟil]   | –         | ja            | [ɟə]  |
| ꯗ      | ꯗꯤꯜ   | dil           | [dil]   | –         | da            | [də]  |
| ꯘ      | ꯘꯧ    | ghou          | [gʱəu]  | –         | gha           | [gʱə] |
| ꯙ      | ꯙꯧ    | dhou          | [dʱəu]  | –         | dha           | [dʱə] |
| ꯚ      | ꯚꯝ   | bham          | [bʱam]  | –         | bha           | [bʱə] |

### Stavelsefinala bokstäver(lonsum/lom iyek)
| Tecken | Transkription | IPA |
| ------ | ------------- | --- |
| ꯛ      | k             | [k] |
| ꯜ      | l             | [l] |
| ꯝ      | m             | [m] |
| ꯞ      | p             | [p] |
| ꯟ      | n             | [n] |
| ꯠ      | t             | [t] |
| ꯡ      | ṅ             | [ŋ] |
| ꯢ      | i             | [i] |

### Historiska bokstäver
| Tecken | Transkription |
| ------ | ------------- |
| ꫠ      | e             |
| ꫡ      | o             |
| ꫢ      | cha           |
| ꫣ      | ña            |
| ꫤ      | ṭa            |
| ꫥ      | ṭha           |
| ꫦ      | ḍa            |
| ꫧ      | ḍha           |
| ꫨ      | ṇa            |
| ꫩ      | śa            |
| ꫪ      | ṣa            |

### Vokaldiakriter(cheitap iyek)
| Diakrit | Med ꯀ (ka) | Transkription | IPA  |
| ------- | ---------- | ------------- | ---- |
| ‌ꯣ        | ꯀꯣ          | o             | [ɔ]  |
| ‌ꯤ        | ꯀꯤ          | i             | [i]  |
| ‌ꯥ        | ꯀꯥ          | ā             | [a]  |
| ‌ꯦ        | ꯀꯦ          | e             | [e]  |
| ‌ꯧ        | ꯀꯧ          | ou            | [əu] |
| ‌ꯨ        | ꯀꯨ          | u             | [u]  |
| ‌ꯩ        | ꯀꯩ          | ei            | [əi] |
| ‌ꯪ        | ꯀꯪ          | aṁ            | [əŋ] |

### Historiska vokaldiakriter
| Diakrit | Med ꯀ (ka) | Transkription |
| ------- | ---------- | ------------- |
| ‌ꫫ        | ꯀꫫ          | ī             |
| ‌ꫬ        | ꯀꫬ          | ū             |
| ‌ꫭ        | ꯀꫭ          | āi            |
| ‌ꫮ        | ꯀꫮ          | au            |
| ‌ꫯ        | ꯀꫯ          | āu            |
| ‌‌ꫵ        | ꯀꫵ          | əḥ            |

### Siffror(cheising iyek)
| Siffra | Siffra | Namn | Namn          | Namn     |
| Siffra | Siffra |      | Transkription | IPA      |
| ------ | ------ | ---- | ------------- | -------- |
| ꯰      | 0      | ꯐꯨꯟ   | phun          | [pʰunbə] |
| ꯱      | 1      | ꯑꯃꯥ   | ama           | [əmə]    |
| ꯲      | 2      | ꯑꯅꯤ   | ani           | [əni]    |
| ꯳      | 3      | ꯑꯍꯨꯝ  | ahum          | [əhum]   |
| ꯴      | 4      | ꯃꯔꯤ   | mari          | [məɹi]   |
| ꯵      | 5      | ꯃꯉꯥ   | mangā         | [məŋa]   |
| ꯶      | 6      | ꯇꯔꯨꯛ  | taruk         | [təɹuk]  |
| ꯷      | 7      | ꯇꯔꯦꯠ  | taret         | [təɹet]  |
| ꯸      | 8      | ꯅꯤꯄꯥꯟ  | nipān         | [nipan]  |
| ꯹      | 9      | ꯃꯥꯄꯟ  | māpan         | [mapən]  |

### Skiljetecken och övriga diakriter(khudam iyek)
| Tecken | Namn         | Funktion                                   |
| ------ | ------------ | ------------------------------------------ |
| ꫰      | cheikhan     | Kommatecken. Motsvarar danda i devanāgarī  |
| ꯫      | cheikhei     | Punkt. Motsvarar dubbel danda i devanāgarī |
| ꫱      | ahang khudam | Frågetecken                                |
| ꯬       | lum iyek     | Fallande ton                               |
| ꯭       | apun iyek    | Konsonantkluster                           |

### Historiska skiljetecken
| Tecken | Funktion          |
| ------ | ----------------- |
| ꫳ      | Repetera stavelse |
| ꫴ      | Repetera ord      |

## Datoranvändning
Mitei mayek ingår i Unicode-standarden för teckenkodning. De tecken som används i den moderna versionen har tilldelats kodpunkterna U+ABC0 till U+ABFF. Historiska tecken har tilldelats kodpunkterna U+AAE0 till U+AAFF.